# Mundaka (banda)

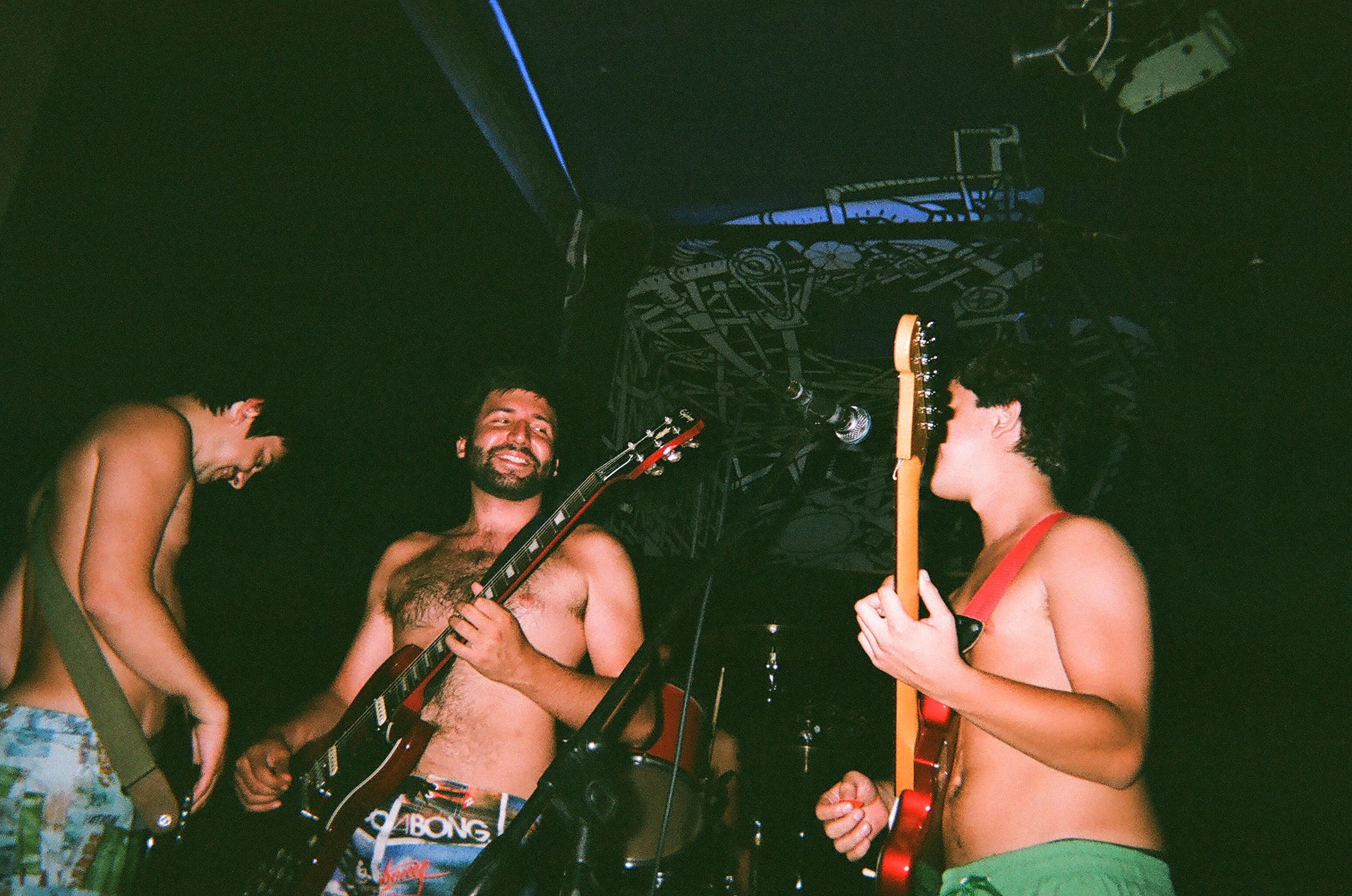
Mundaka tocando con Renzo Casella en el 2015.

Mundaka es una banda de rock originaria de Lima, Perú, conformada por Rodrigo Vera Tudela (guitarra y voz), Richard Angeles (batería y coros), Mateo Majluf (guitarra) y Rafael Sarmiento (bajo). Su sonido se caracteriza por mezclar elementos del surf rock, dream pop, reggae y jazz. La banda se formó en el año 2010 y debutó por primera vez en vivo en el 2013. Actualmente han editado 2 álbumes y 2 EP.

## Historia
El grupo se formó en el 2010 cuando Rodrigo Vera Tudela, Richard Angeles y Carlos Vásquez conversando en un bar decidieron juntarse a improvisar en una sala de ensayo y ver qué sucedía. La química fue tan buena que en el primer ensayo salieron 4 canciones: "Severnaya", "Surfeando en la arena bajo el sol a 36 grados", "Sputnik" y "Sex Wax", esta última es una improvisación que se reproduciría seis años después en su primer álbum casi idéntica a esta primera versión. Al año siguiente volverían a juntarse con una nueva formación con Ruy Hinostroza en el bajo y Renzo Casella añadiendo una guitarra más. El nombre de la banda sale por la obsesión de Rodrigo con la playa y el sonido surf de la banda e, inspirado en un nivel del videojuego Kelly Slater's Pro Surfer de PS2 llamado como la playa del país vasco, decide bautizar a la banda Mundaka. El proyecto musical fue meramente instrumental hasta el año 2012 en el que Rodrigo, con la idea de buscar un cantante para la banda, es convencido por los otros miembros de que él mismo debería cantar.
Cuando las canciones empezaban a tomar forma, Ruy decide dejar la banda y entra Lucas Stiglich en su reemplazo. Con esta formación más estable debutaron en vivo en el 2013.

### Split con Almirante Ackbar (2014)
A inicios del 2014 la banda lanza su primera grabación, un split compartido con una banda nueva limeña llamada Almirante Ackbar. El split contiene 3 canciones de cada banda, donde en el lado de Mundaka están incluidas "Desaparecer", "Surfeando en la arena bajo el sol a 34 grados" y el instrumental "Waikiki". Fue editado por el sello Buh Records.

### Fallecimiento de Renzo Casella (2015)
Cuando la banda empezaba a tomar vuelo y pocas semanas de empezar a grabar su álbum debut, Renzo fallece en un accidente automovilístico. Esto significó un golpe muy duro para la banda pero continuarían con ella porque sabían que eso era lo que Renzo hubiera querido. Unos meses después, Mateo Majluf se uniría a la banda como el nuevo guitarrista. Ese mismo año, después estrenar el sencillo Eterno como primer adelanto de su LP, la banda fue convocada para abrir el show de Mac DeMarco en Lima.

### Primer álbum y crecimiento (2016-2018)
El 18 de abril de 2016 lanzan su primer álbum de larga duración titulado Sonata Tropical del Ártico, al cual lo calificaron dentro de un género autodenominado "dreamsurf". El álbum consta de 12 canciones casi todas compuestas por Rodrigo, incluyendo Otro Mundo dedicada a Renzo Casella, su anterior guitarrista. Fue producido por Richard y grabado en su casa por Lucho Benzaquen (Libido, Jet Rodeo) y él mismo. Pese a la simpleza de la producción, el álbum terminó de consolidar el sonido de la banda y llegó a ser nominado como Disco de rock del año por los Premios Luces del diario El Comercio y también llevaría a la banda a girar por varias provincias del país y por primera vez a otras ciudades fuera de Perú, llegando a compartir escenario con bandas como Whitney. En el año 2018 tocaron por primera vez en el Estadio Nacional de Lima junto a Radiohead, Flying Lotus y Junun en un concierto con más de 30,000 asistentes.
Dos años después de este lanzamiento, la banda graba un concierto en vivo en del cual recopila 5 canciones en un EP titulado Mar Adentro acompañado de una sesión en video estrenada exclusivamente para Playlizt. Mar Adentro incluye un tema inédito, una canción de Sonora Caverna (exbanda de Rodrigo) y 3 reversiones de canciones del Sonata Tropical del Ártico. Las canciones tienen artistas invitados como Gala Briê, Humberto Campodónico de Turbopótamos y Camille Jackson.

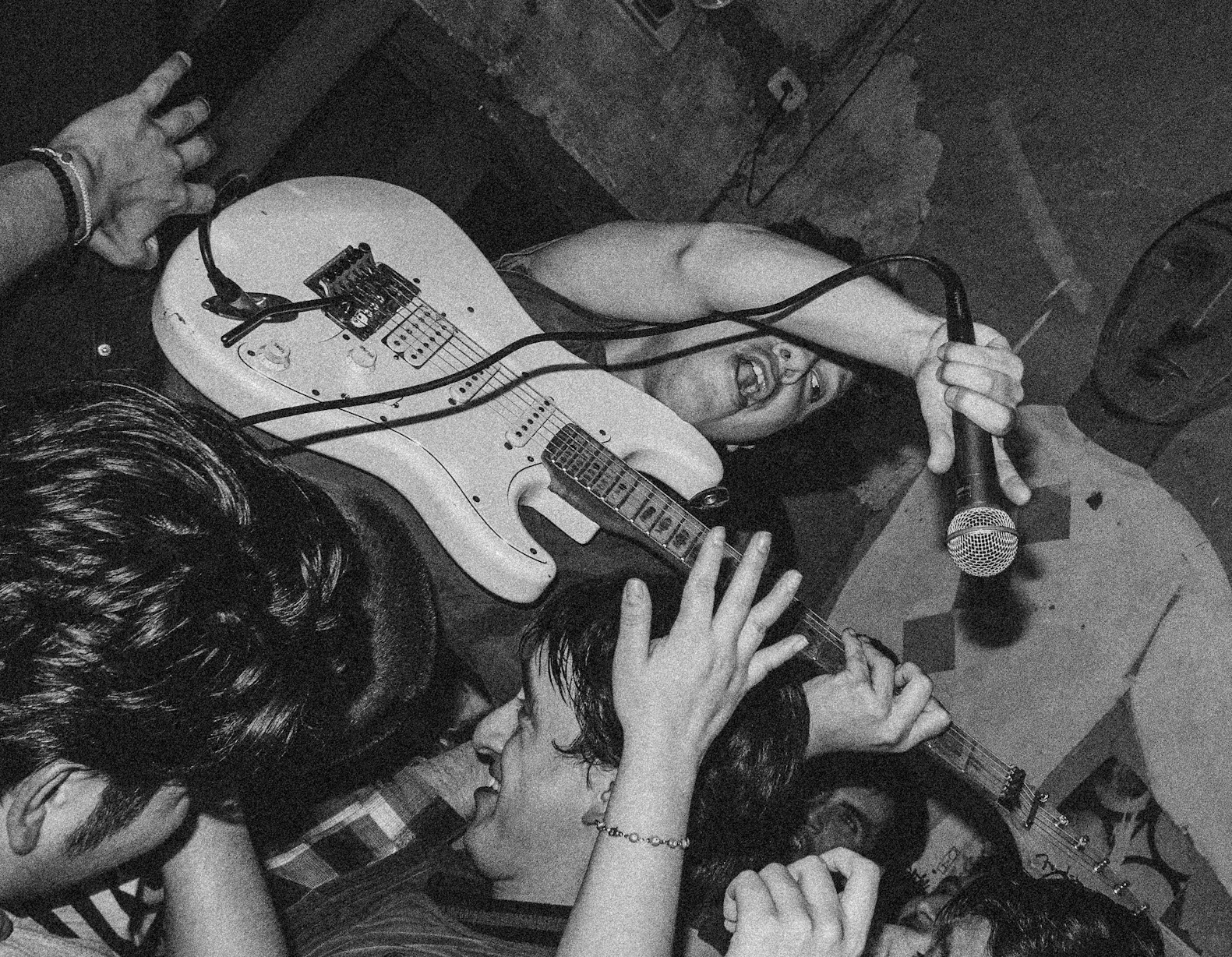
Rodrigo levantado por el público de Truijillo en 2019.

### Albatros y salida de Lucas (2019-2020)
El segundo álbum largo de la banda se lanzó el 6 de septiembre de 2019. El álbum titulado Albatros incluye 13 canciones, entre ellas los sencillos El Paso, Náufrago, Rascacielos y La Partida y, a diferencia de su predecesor, las letras son más extensas y llega a implementar más elementos del jazz, swing, funk y worldbeat. Incluso el tema Astronautas en mi Patio incluye un compendio de grabaciones de radio de onda recolectadas por Rodrigo que, en su obsesión con el tema, llegó a acumular más de 150 con los años. El disco fue producido por Richard y coproducido y grabado casi en su totalidad por Lucho Benzaquen, esta vez en su nuevo estudio. Grabarlo les tomó un año completo y utilizaron por primera vez instrumentos como el clarinete, trombón, balafón, mandolina, kalimba, guitalele y un cuarteto de cuerdas, haciéndolo su material más variado hasta el momento. El álbum incluye una colaboración con Chaska Páucar, cantante de Hit La Rosa, y una amplia lista más de músicos de sesión. Al igual que el disco anterior, también fue nominado para los Premios Luces del diario El Comercio, esta vez bajo la categoría Mejor álbum del año.
A inicios del 2020 Lucas se muda a Berlín y entra en su reemplazo Rafael Sarmiento, quien había tocado antes con Richard en la banda Almirante Ackbar.

## Miembros de la banda

### Miembros actuales
- Rodrigo Vera Tudela – vocales, guitarra (2010–presente)
- Richard Ángeles – batería, coros (2010–presente)
- Rafael Sarmiento – bajo (2020–presente)
- Nicolás Del Castillo – guitarra (2022–presente)

### Miembros pasados
- Carlos Vásquez – bajo (2010)
- Ruy Hinostroza – bajo (2011-2012)
- Renzo Casella † – guitarra (2011-2015)
- Lucas Stiglich – bajo (2012–2020)
- Mateo Majluf – guitarra (2015–2022)

## Discografía

### Álbumes
- Sonata Tropical del Ártico (2016)
- Albatros (2019)

### EP
- Almirante Ackbar / Mundaka (2014) (split con la banda Almirante Ackbar)
- Mar Adentro (2018)
- Apátrida (2022)

## Videoclips
| Año  | Canción       | Director               | Del álbum                  |  |
| 2015 | "Desaparecer" | Juan Carlos A. Sánchez | Almirante Ackbar / Mundaka |  |
| 2016 | "Antena"      | Juan Carlos A. Sánchez | Sonata Tropical del Ártico |  |
| 2020 | "Madrugada"   | Mundaka                | Albatros                   |  |
| 2020 | "Sputnik"     | David Carrasco D.      | Albatros                   |  |